# Borégető Miklós
Debreceni Borégető Miklós (16. század) református lelkész.

## Élete
Debreceni származású volt, s a wittenbergi egyetemen hallgatott teológiát, ahova 1587. április 7-én iratkozott be. 1588-ban hazatért, s a gyulafehérvári, majd 1589-ben a tolnai iskola rektora lett. Innen 1590-ben eltávozott, ismeretlen helyre lelkésznek.

## Műve
- Oratio adversus purgatorium pontificum, quod non solum Christi crucem evacuat et contumeliam Dei misericordiae non ferandam irrogat, sed in universum fidem nostram labefacit et evertit. Vittebergae, 1588. (3 iv és egy levél, melyben Debreczi M. Mihály ajánlja őt beregszászi papnak.)